# Paint Your Wagon
Paint Your Wagon (bra: Os Aventureiros do Ouro; prt: Os Maridos de Elizabeth) é um filme estadunidense de 1969, dos gêneros western e comédia romântico-musical, dirigido por Joshua Logan, com roteiro de Paddy Chayefsky e Alan Jay Lerner baseado no musical Paint Your Wagon, de Frederick Loewe, com letras de Lerner.

## Prêmios e indicações
| Globo de Ouro 1970 | Melhor filme - comédia ou musical | Alan Jay Lerner               | Indicado |
| Globo de Ouro 1970 | Melhor ator - comédia ou musical  | Lee Marvin                    | Indicado |
| Oscar 1970         | Melhor trilha sonora              | Frederick Loewe, André Previn | Indicado |

## Elenco
- Lee Marvin .... Ben Rumson
- Clint Eastwood .... Pardner
- Jean Seberg .... Elizabeth
- Harve Presnell .... Rotten Luck Willie
- Ray Walston .... Mad Jack Duncan
- Tom Ligon .... Horton Fenty
- Alan Dexter .... Parson
- William O'Connell .... Horace Tabor
- Benny Baker .... Haywood Holbrook
- Alan Baxter .... Mr. Fenty
- Paula Trueman .... Mrs. Fenty

## Canções
| Nome                                 | Escrita por                     | Cantada por                        |
| ------------------------------------ | ------------------------------- | ---------------------------------- |
| I'm On My Way                        | Alan Jay Lerner Frederick Loewe | Coro                               |
| I Still See Elisa                    | Alan Jay Lerner Frederick Loewe | Pardner                            |
| The First Thing You Know             | Alan Jay Lerner André Previn    | Ben Rumson                         |
| Hand Me Down That Can Of Beans       | Alan Jay Lerner Frederick Loewe | Coro                               |
| They Call the Wind Maria             | Alan Jay Lerner Frederick Loewe | Rotten Luck Willie Coro            |
| Whoop-Ti-Ay!                         | Alan Jay Lerner Frederick Loewe | Coro                               |
| A Million Miles Away Behind the Door | Alan Jay Lerner André Previn    | Elizabeth                          |
| I Talk to the Trees                  | Alan Jay Lerner Frederick Loewe | Pardner                            |
| There's A Coach Comin' In            | Alan Jay Lerner Frederick Loewe | Rotten Luck Willie Chorus          |
| The Gospel of No Name City           | Alan Jay Lerner André Previn    | Parson                             |
| Best Things                          | Alan Jay Lerner André Previn    | Ben Rumson Mad Jack Duncan Pardner |
| Wand'rin' Star                       | Alan Jay Lerner Frederick Loewe | Ben Rumson Coro                    |
| Gold Fever                           | Alan Jay Lerner André Previn    | Pardner Coro                       |
| Finale (I'm On My Way)               | Alan Jay Lerner Frederick Loewe | Ben Rumson Mad Jack Duncan Coro    |